# Рябов, Дмитрий Анатольевич
Дмитрий Анатольевич Рябов (бел. Дзмітрый Анатолевіч Рабаў) (род. 4 декабря 1973 года, Владивосток, Приморский край, РСФСР, СССР) — белорусский метеоролог и синоптик, начальник службы метеопрогнозов «Республиканского центра по гидрометеорологии, контролю радиоактивного загрязнения и мониторингу окружающей среды» (до 2017 года), ныне — ведущий программы «Метеогид» на телеканале ОНТ.

## Биография
Родился 4 декабря 1973 года на Дальнем Востоке России. Дмитрий жил то во Владивостоке, где его отец служил офицером на базе военно-морского флота, то в Минске, где училась его мать.
В детстве Дмитрий мечтал стать ветеринаром, ботаником или врачом. После 8 класса он подал документы в медицинское училище, однако передумал поступать и забрал их, вернувшись в школу.
После окончания школы два года работал слесарем на заводе «Горизонт».
Достигнув призывного возраста, подал документы в Санкт-Петербургское Высшее военно-морское училище имени Фрунзе. Первоначально Дмитрий планировал поступать на штурманский или инженерный факультет, однако на них не оказалось мест. Свободные места оставались только в классе метеорологов гидрологического факультета. В то время Рябов толком не знал, что представляет собой профессия метеоролога. Однако ещё в школьные годы он вёл дневник погоды.
В классе метеорологов учились всего 18 человек. Во время учёбы почти каждое лето курсанты в рамках практики отправлялись в плавание, в частности, в Новороссийск, Калининград, а также Болгарию и Грецию. Из 18 курсантов учёбу закончили только пятеро включая Рябова.
После выпуска из Высшего военно-морского училища в 1997 году Дмитрий Рябов по распределению поступил на крейсер «Адмирал Флота Советского Союза Кузнецов» в должности инженера-синоптика. Позже он стал начальником метеослужбы. В его подчинении находиились 12 матросов, 3 мичмана и 2 офицера. В 6 часов утра Рябов докладывал командиру корабля о метеоситуации (температуре, давлении, влажности, направлении ветра), и тот принимал какие-либо решения согласно этим данным. На корабле работа метеоролога очень ответственная, так как от погодных условий может зависеть жизнь всего экипажа, сохранность корабля и самолётов. Например, направление ветра необходимо определять максимально точно, здесь недостаточно просто указать, что ветер северо-восточный или северо-западный, как в прогнозах погоды для широких слоёв населения. За ошибки, которые приводят к ущербу, предусмотрена уголовная ответственность от 3 до 8 лет. Практически всё время службы, за исключением зимы, когда Баренцево море замерзало, Рябов проводил в плаваниях. Всего он прослужил во флоте в Мурманске и Североморске 5 лет. Завершил службу в звании капитана-лейтенанта.

### Работа в Белгидромете
По истечении контракта в 2002 году Дмитрий Рябов вернулся в Минск и устроился работать в «Республиканский центр по гидрометеорологии, контролю радиоактивного загрязнения и мониторингу окружающей среды». По собственному признанию, ему так и не удалось адаптироваться к полярной ночи и холодному климату Заполярья.
Первоначально Рябов служил простым синоптиком, позднее занял пост начальника службы метеопрогнозов. В его подчинении находились 45 человек. Также он был в Белгидромете спикером и озвучивал прогнозы по телевидению и интернету. Вопреки расхожему мнению, Дмитрий Рябов лично не занимался составлением прогнозов. Он руководил рядом отделов, в частности, отделов краткосрочных метеопрогнозов, неблагоприятных и опасных явлений, долгосрочных прогнозов и обработки метеорологических данных.
Был одним из постоянных гостей в программе о погоде «Телебарометр» на телеканале Беларусь 2 (ранее — «Лад»), вёл авторскую рубрику «Погода из первых уст» на белорусском новостном интернет-портале TUT.BY. Рябов считался символом белорусской метеорологии, его нередко обвиняли в неверных прогнозах погоды. В народе одно время существовала шутка:

С погодой всех обманывают только два человека — Рябов и Панкратова.
Несмотря на это, белорусы любили Рябова и называли «народным синоптиком». Прогнозы, даваемые Рябовым, отличаются оригинальностью, креативностью, лиричностью и поэтичностью.
Порой к Рябову подходили и подходят прохожие, спрашивая, какая ожидается погода и делясь своим мнением о работе синоптиков. По словам Рябова, его чаще благодарили за сбывающиеся прогнозы погоды, чем ругали за несбывающиеся, хотя бывало и второе. Некоторые даже обвиняли его в плохой погоде. По мнению Дмитрия, само слово «прогноз» подразумевает, что совпадение не будет стопроцентным. Оправдываемость прогнозов на сутки во времена работы в «Гидромете» Рябова оценивалась в 95-96%, на месяц — около 70%, на сезон — менее чем на 55-60%. Однако данные за сутки являлись усреднёнными за месяц, в отдельные дни совпадение было меньшим. Кроме того, летом, в период гроз, прогнозировать, где именно произойдёт гроза и ливень, весьма сложно, так как в это время погода может различаться даже в районах одного крупного города, например Минска. Гроза — локальное явление, и при температуре +25 °C туча может образоваться за считаные часы без каких-либо предпосылок. Также Рябов отмечает, что люди часто неверно понимают синоптические термины, например, «кратковременный дождь» означает «дождь, идущий не более трёх часов», словосочетание «местами дожди» подразумевает, что дожди могут пройти на 30% какой-либо территории, а выражение «без существенных осадков» не исключает небольшого дождя до трёх десятых миллиметра.
1 апреля 2011 года Дмитрий Рябов в интервью БелаПАН рассказал, что «Белгидромет» имеет на вооружении технологии, способные управлять погодой с помощью электромагнитного излучения подобно станции HAARP на Аляске, и бело-красные шары на крыше обсерватории «Гидромета» являются частью установки, управляющей погодой. Разглашать подробности он отказался, так как эта информация, по его словам, является засекреченной. Рябов отметил, что технологии управления погодой применяются в интересах сельского хозяйства. например, во время уборочной и посевной, а также в дни государственных праздников. Также он сообщил, что «Белгидромет» может изменить погоду по заказу обычных граждан, однако это стоит довольно дорого, цена оговаривается для каждого конкретного случая. При этом погода может быть только улучшена, но не ухудшена. Однако данное интервью оказалось первоапрельской шуткой, опровергнутой в этот же день. Официально «Белгидромет» занимается только прогнозированием погоды, но не её изменением, а шары на крыше его обсерватории ранее скрывали антенны метеорадаров, в настоящее время это оборудование устарело и является элементом декора.
15 марта 2013 года в Белоруссию пришёл сильный снежный циклон «Хавьер». Коммунальные службы города оказались не готовы к сильному ветру и снегопадам, и в Минске и других регионах Белоруссии случился транспортный коллапс. Многие граждане возложили вину на «Белгидромет», однако Дмитрий Рябов отметил, что синоптики отслеживали циклон и его траекторию с самого начала его появления и разослали предупреждения в различные службы. По его мнению, возникшие проблемы стали следствием халатности и беспечности городских служб и отдельных граждан.

### Увольнение из Белгидромета
14 сентября 2017 года Президент Белоруссии Александр Лукашенко во время назначения нового главы Министерства природных ресурсов и охраны окружающей среды, которым стал Андрей Худык, выступил с критикой белорусских синоптиков:

Их прогнозы порой не то что читать… Иногда, прочитав, хочется, чтобы вообще ничего там не прогнозировали. Там больше тысячи человек. Займитесь этой структурой и научитесь работать у структуры — совсем небольшая — в нашей армии есть (в ВВС и войсках ПВО), на трое суток информация по часам, и ни разу не ошибались… И когда я читаю вашу информацию, а я каждый день ее получаю, у меня желание просто разогнать эту организацию. Если не умеете работать, свяжитесь с военными уже, научитесь у них работать.
Однако в действительности служба прогноза погоды Министерства обороны взаимодействует с «Гидрометом», а не работает обособленно от него, и последняя организация также участвует в создании прогноза для военных, который Лукашенко посчитал точным.
22 сентября Дмитрий Рябов был уволен из «Белгидромета» по соглашению сторон. По его словам, 

Вопрос об увольнении был решен за один день. У меня не было времени подумать над этим, я не знаю.
 О причинах увольнения Рябов не сказал, предположительно, это было связано с критикой президента. Возможно, он был уволен из-за того, что являлся наиболее узнаваемым синоптиком страны. Одно из белорусских СМИ прокомментировало его уход фразой «Ушла эпоха».
После увольнения из «Белгидромета» Дмитрий Рябов устроился ведущим прогноза погоды на телеканал ОНТ. Первый эфир провёл 29 сентября 2017 года. С ноября того же года является одним из ведущих программы «Метеогид». Несмотря на то, что ранее ему приходилось нередко выступать в СМИ, на телевидении он учился всему с нуля. С приходом на телеканал Рябова изменилась подача материала в прогнозах погоды. Кроме того, он пишет подводки к прогнозу погоды в программе «Наши новости».

## Увлечения
Дмитрий Рябов увлекается цветоводством, в частности, в его кабинете в «Белгидромете» располагался цветник, где росли различные растения, как белорусские (помидоры, нарциссы, ландыши, земляника, розы и другие), так и экзотические, например мандарины, лимоны, гранаты, шлюмбергеры.
Также Дмитрий любит заниматься садоводством и огородничеством на даче, где выращивает различные цветы и овощи на восьми грядках. Кстати, по его собственному признанию, в лунные календари и народные приметы он не верит, считая, что некоторые из них могут подходить лишь для определённой местности, а те, что имеют под собой научное основание, всё равно менее точны, чем прогнозы метеорологов.
Дмитрий Рябов любит кошек и других животных, например собак. Ранее у него дома жили кокер-спаниель Чарли и кошка Ляля, подобранные на улице. После их смерти он завёл йоркширского терьера, планирует также завести кота.

### Отношение к погоде
По словам Дмитрия Рябова, он спокойно относится ко всем сезонам и погодным явлениям, однако не любит морозы. Сталкиваясь и с температурой +50 °C во время плавания в Средиземноморье, и с температурой -50 °C в Мурманске (эта температура для Мурманска является аномальной, тогда даже замёрз Кольский залив), он понял, что переносит морозы хуже. Однако климат Беларуси его в целом устраивает.